# Vetter Holding
Der Vetter-Konzern ist ein deutsches Maschinenbauunternehmen. Er besteht aus der Dachgesellschaft Vetter Holding AG, dem Kranhersteller Vetter Krantechnik GmbH und der Servicegesellschaft Vetter Kranservice GmbH mit Sitz in Haiger-Kalteiche.

## Geschichte

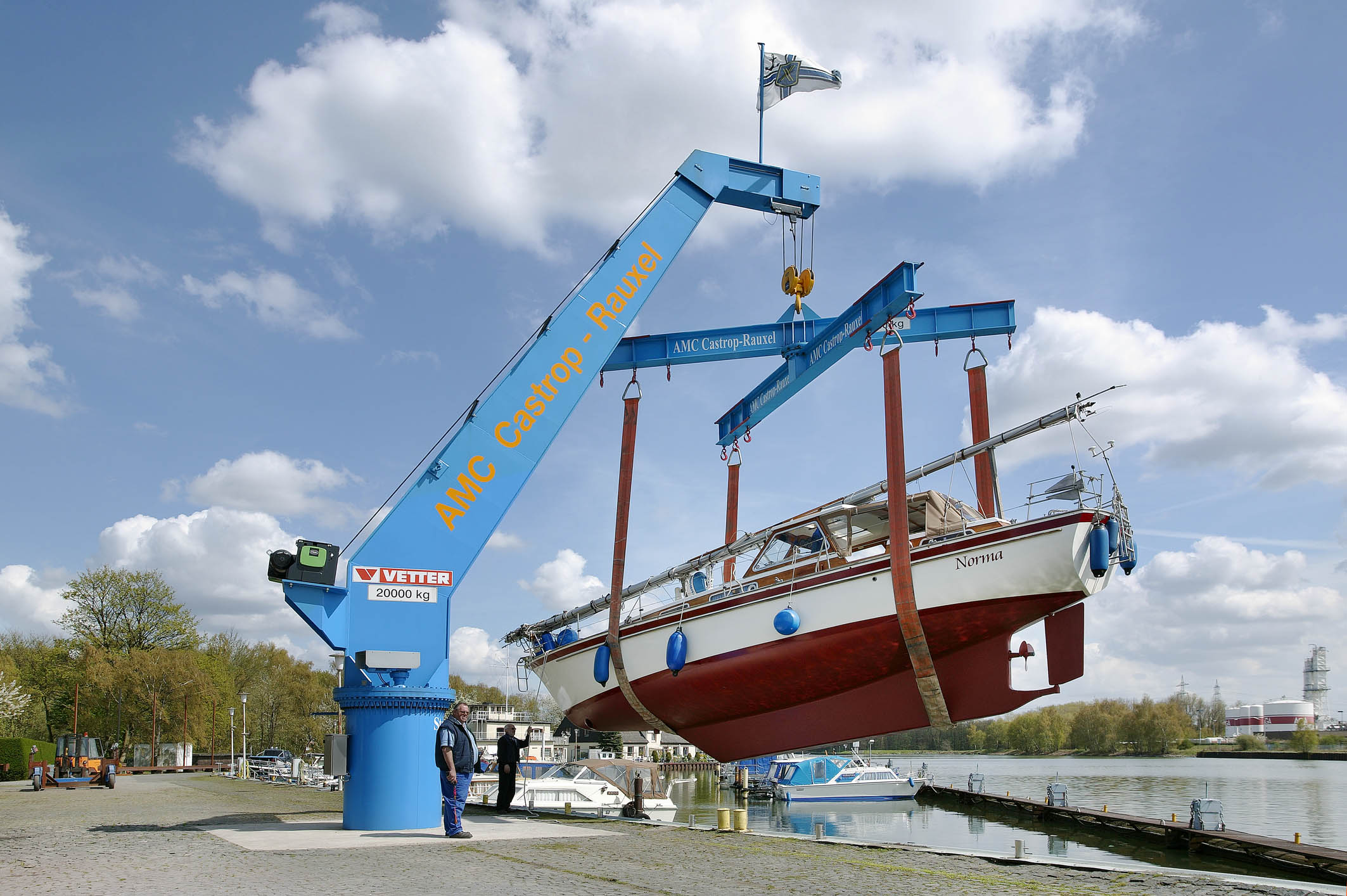
Vetter-Bootskran bei AMC Castrop-Rauxel

Die Firmengründung erfolgte 1889 als Arnold Vetter KG, Fabrik für Eisenkonstruktionen; später wurde das Unternehmen in Arnold Vetter GmbH, Vetter Holding GmbH und schließlich in Vetter Holding AG umbenannt. Die Produktionsgesellschaft Vetter Fördertechnik GmbH beschränkte sich zunächst auf die Herstellung von Förderkörben, Grubenwagen sowie Fördertürmen für den Bergbau. 1962 begann die Umstellung auf Kransysteme und Zulieferteile für Gabelstapler und Baumaschinen. Seit 2009 heißt sie Vetter Krantechnik GmbH.
Das Unternehmen befindet sich immer noch im Familienbesitz. An zwei Standorten sind insgesamt 205 Mitarbeiter beschäftigt. Bis heute hat sich das Produktspektrum erheblich erweitert. Vetter stellt heute neben Schwenkkranen und Kransystemen unter anderem auch Lastwendegeräte her.
Vetter bezeichnet sich als einen der weltweit marktführenden Hersteller von Industrieschwenkkranen der Klasse 125 bis 100.000 Kilogramm. Vetter-Schwenkkrane werden auch in verschiedenen Ländern von Partnerunternehmen unter Lizenz gefertigt. Insgesamt wurden über 100.000 Exemplare hergestellt.

## Standorte
Mit dem Umzug der Vetter Holding AG sowie der Hauptverwaltung der Vetter Krantechnik GmbH im Jahr 2021 in das Industriegebiet Haiger-Kalteiche sind Produktion, Hauptverwaltung und Holding nun an einem Standort gebündelt. Damit verlässt das Unternehmen Siegen-Eiserfeld nach 130 Jahren. 

## Produkte
- Schwenkkrane bis 100 t Tragfähigkeit
- Kransysteme bis 10 t Tragfähigkeit
- Lastwendegeräte mit bis 200 t Tragfähigkeit („ROTOMAX“)